# San Bartolo (Panama)
San Bartolo è un comune (corregimiento) della Repubblica di Panama situato nel distretto di La Mesa, provincia di Veraguas. Si estende su una superficie di 97,4 km² e conta una popolazione di 2.440 abitanti (censimento 2010).